# Sollentuna fria gymnasium
Sollentuna Fria Gymnasium (SFG) var en fristående skola i Sollentuna kommun. Den låg vid Sollentuna station.
Skolan drevs av Stiftelsen Sollentuna Fria Gymnasium och grundades 1992 av Katarina Forste och Stig Magnusson, vilka dessförinnan var kollegor på Rudbecksskolan i Sollentuna. De första lokalerna hyrdes i Häggviks yrkesskola. Från 1994 kompletterades med provisoriska lokaler vid Sofielundsskolan (nuvarande "Johanssons skola") för teoriämnen och bild. 2005 flyttade hela skolan in i skolanpassade kontorslokaler på Turebergsvägen 1B.
På gymnasiet arbetade cirka 25 lärare, en rektor, en biträdande rektor, en skoladministratör och en sjuksköterska . Skolan hade en kapacitet på cirka 200 elever, fördelade på två gymnasieprogram, nämligen estetiska programmet (bild, musik, media) och samhällsvetenskapliga programmet (sam, beteende, media)].
Sommaren 2012 meddelade skolan att man inte kommer att ta in några nya elever till höstterminen eftersom skolan fått för få ansökningar. 
Till höstterminen 2013 tog skolan inte in några elever och kvarvarande elever gick till andra skolor. Skolan avvecklades och en 20-årig era var över.

## Rektorer
- Stig Magnusson 1992 - 1995
- Katarina Forste 1995 - 2006
- Thomas Larsson 2006 - 2012
- Irene Simon Holm 2012 - 2013